# Almaz Ayana
Almaz Ayana, född 21 november 1991, är en etiopisk friidrottare som tävlar i långdistanslöpning. Ayana tog VM-guld 2015 på 5000 meter i Peking före två landsmäninnor. I OS i Rio 2016 slog hon världsrekord på 10000 m med tiden 29.17,45 och raderade därmed ut ett 23 år gammalt rekord med 14 sekunder.